# Malaterra
Malaterra és una pel·lícula francesa de Philippe Carrese produïda per Comic Strip Production el 2003, en la que la major part dels diàlegs són en provençal. La història se situa en l'Alta Provença durant la Primera Guerra Mundial. La música fou escrita pel grup Massilia Sound System.

## Argument
Durant la guerra del 1914-1918, a l'Alt Provença, una família viu en l'autarquia i el seu univers està compost majoritàriament de dones, ja que els homes van anar al front. Mantenen rumors sobre l'estranya maledicció al voltant de Malaterra, un poble abandonat suposadament embruixat. L'arribada d'un vagabund sordmut exacerbarà els conflictes individuals, alterant la vida quotidiana d'aquesta granja aïllada i revelarà el misteri de Malaterra, el poble maleït.

## Fitxa tècnica
- Direcció: Philippe Carrese
- Guió: Philippe Carrese i Dominique Lombardi
- Decorat: Ramora
- Vestuari: Chantal Castelli
- Foto: Serge Dell Amico
- Música: Massilia Sound System
- Muntatge: Véronique Graule
- Productor: Thierry Aflalou
- Productora: Comic Strip Production

## Premis
- Al Festival de ficció TV de Saint-Tropez 2004 :
  - Premi especial del jurat - Ville de Saint-Tropez (amb una menció especial a Roger Pasturel)
  - Premi de la tècnica a Serge Dell Amico (foto)